# Urechis caupo
Urechis caupo is een lepelworm uit de familie Urechidae.
De wetenschappelijke naam van de soort werd in 1928 gepubliceerd door Walter Kenrick Fisher & George Eber MacGinitie.